# Центральная Азия плюс США
Центральная Азия плюс США — взаимодействие Соединённых Штатов Америки и стран Центральной Азии — Казахстана, Кыргызстана, Таджикистана, Узбекистана и Туркменистана. Представители стран проводят встречи в рамках платформ «С5+1», «B5+1» (в сфере бизнеса).

## История
С 1991 года государства Казахстан, Кыргызстан, Таджикистан, Узбекистана и Туркменистан наладили двухсторонние отношения с различными странами мира, в том числе с США. В последующие годы начали появляться форматы 5+1, по которой 5 стран Центральной Азии, образующие единую культурно-историческую общность Туркестан, налаживали сотрудничество с третьими странами. Так, в 2004 была организована инициатива Центральная Азия плюс Япония, с 2007 существует форум сотрудничества «Республика Корея — Центральная Азия». В свою очередь в 2015 году между Соединёнными Штатами Америки и странами региона была образована региональная дипломатическая платформа «С5+1».
С момента создания платформы «С5+1» в 2015 году расширился диалог и сотрудничество между США и Центральной Азией на уровне министров, посредством встреч экспертов и за счет деятельности тематических рабочих групп. Рабочие группы «С5+1» — по экономике, энергетике и окружающей среде и безопасности, — а также продолжающиеся региональные программы, учебные занятия и семинары поспособствовали прогрессу в достижении взаимно согласованных целей.  
В 2022 году был учрежден Секретариат «С5+1» для установления официальных процедур определения и продвижения общих приоритетов, координации коммуникаций между участвующими правительствами и планирования министерских встреч высокого уровня и других мероприятий. «С5+1» продолжает совместную работу по укреплению безопасности, стабильности и процветания Центральноазиатского региона.
В сентябре 2023 года, во время саммита «C5+1», между США и странами региона была образована платформа «B5+1». Новая платформа, где буква B означает Business (рус. бизнес), направлена для укрепления взаимного экономического сотрудничества между участниками. Первый саммит прошёл 14 марта 2024 года в Алматы.